# Góra Palemona

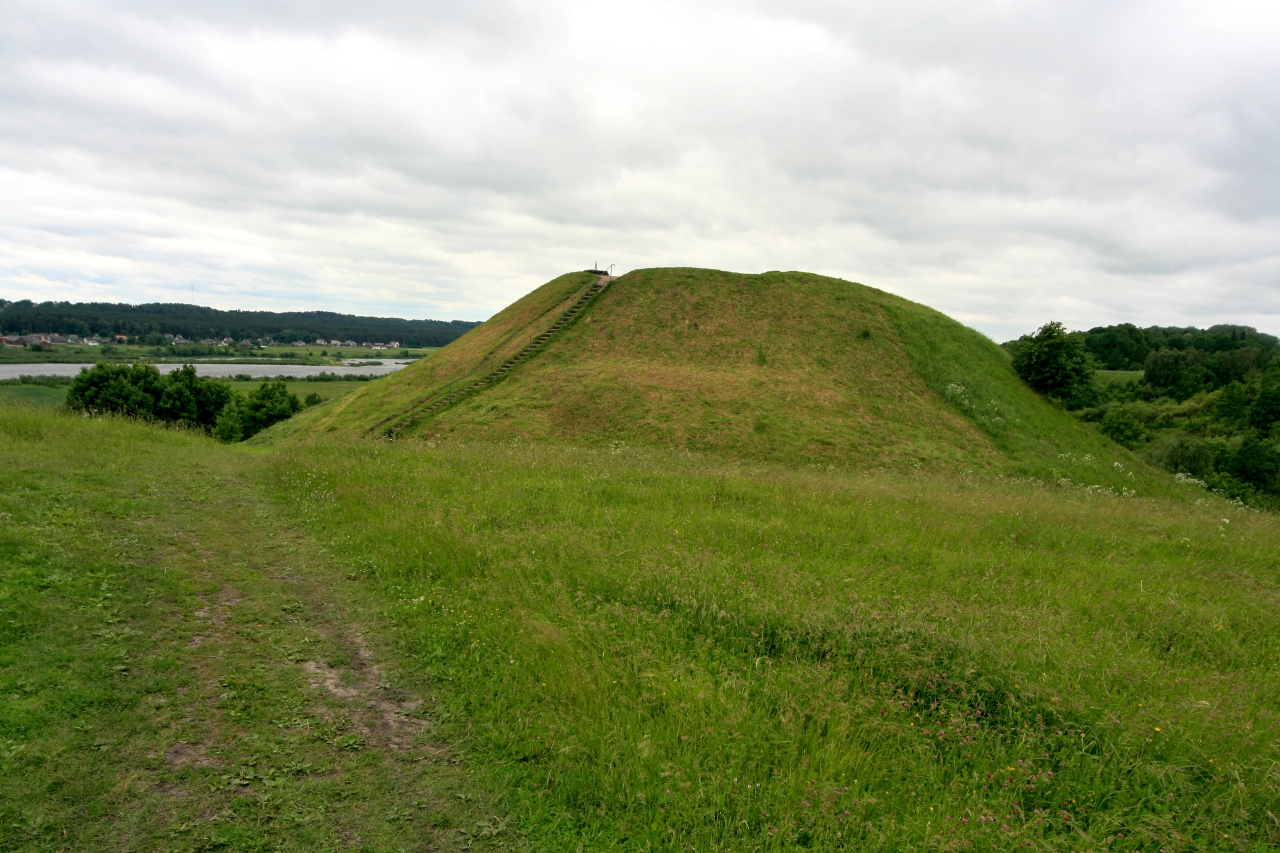
Góra Palemona

Góra Palemona – grodzisko położone nad brzegiem Niemna koło miasteczka Średniki na Litwie.
Na miejscu tym w X wieku stał litewski gród, który w XIII wieku był jedną z ważniejszych twierdz broniący przed najazdami krzyżackimi. Gród ten występuje pod nazwami Bissena, Bissen, Pissen, Pistene, Pieštve.
Gród był atakowany 1283 i 1293. W 1294 zdobyty przez Krzyżaków i spalony. Niedługo potem odbudowany, ponownie oblegany w latach 1298, 1318, 1319, 1322, wreszcie porzucony przez Litwinów. Obecnie widoczny majdan o rozmiarach 50×45 metrów a także ślady wałów, fosy i tarasów.
Według legendy, wzgórze jest grobowcem Palemona, rzymskiego rycerza, mitycznego przodka Litwinów.
Niedaleko grodu w XIII wieku funkcjonowało pogańskie centrum religijne (Romowe). Zniszczone, wraz z zamkiem, w 1294, zostało odtworzone w głębi Żmudzi.